# Camponotus natalensis
Camponotus natalensis é uma espécie de inseto do gênero Camponotus, pertencente à família Formicidae.